# Amanda Rheaume

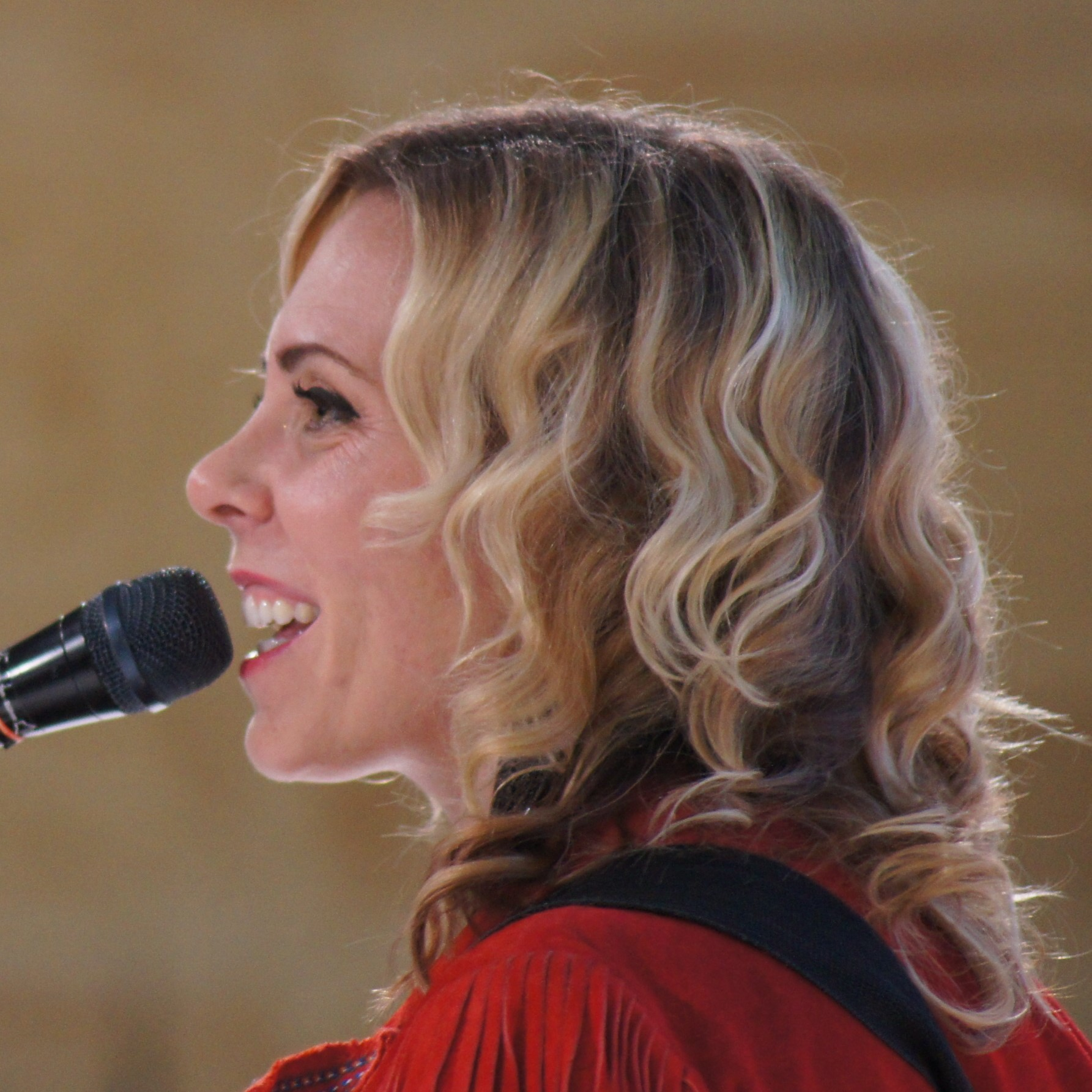
Amanda Rheaume, 2019

Amanda Rheaume (* 25. Mai 1982 in Ottawa, Ontario) ist eine kanadische Singer-Songwriterin und Folksängerin. Sie gehört der indigenen Métis Nation of Canada an. Ihr Album Keep a Fire wurde 2014 für einen Juno Award nominiert.

## Leben und Wirken
Amanda Rheaume wuchs in der Vorstadt Barrhaven von Ottawa auf und ist aktives Mitglied der 2SLGBTQ+-Community. Ihr Großvater Eugène Rhéaume war das zweite Parlamentsmitglied der Métis.
Rheaume begleitet ihre Lieder auf ihrer Gitarre. Die Balladen gehören dem Heartland Rock an. Das Album Keep A Fire erzählt Geschichten ihrer Vorfahren. Ihr Lied Red Dress über vermisste und ermordete indigene Frauen ist sehr beliebt. Rheaumes Tourneen führten sie auch nach Deutschland, Frankreich, Großbritannien und die Niederlande. Sie trat 2019 auf der Frankfurter Buchmesse bei der Übergabe der „Gastrolle“ von Norwegen an Kanada auf. Mit der Musikerin ShoShona Kish gründete Rheaume das Musiklabel Ishkōdé Records. Daneben engagierte sie sich für den International Indigenous Music Summit und ein National Indigenous Music Office in ihrem Heimatland.

## Diskografie (Auswahl)
Alben:
- 2011: Light of Another Day

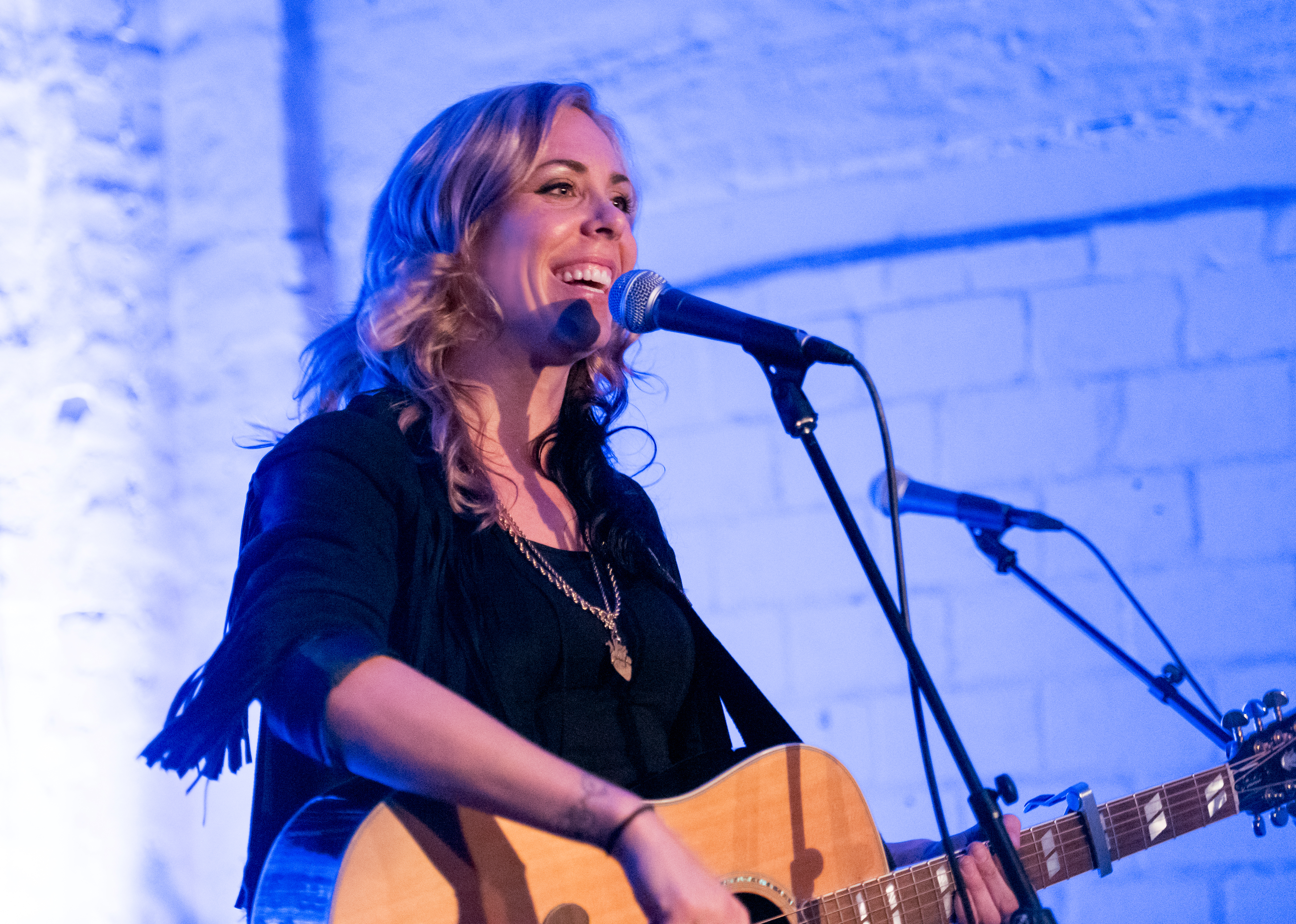
Amanda Rheaume im Kranhaus Elmshorn, 2016

- 2013: Keep a Fire – Canadian Folk Music Award 2014, nominiert für den Juno Award, Indigenous Music Album of the Year  2014
- 2016: Holding Patterns – nominiert für den Canadian Folk Music Award 2016
- 2019: The Skin I’m In
- 2022: The Spaces in Between – Canadian Folk Music Award 2023

## Belege
1. ↑  amandarheaume.com: About Amanda. (englisch, abgerufen am 5. Dezember 2023)
2. 1 2  artsfile.ca: Canada Scene: Ottawa’s Amanda Rheaume explores her Metis heritage in music. (englisch, 13. Juli 2017)
3. ↑  Roots Music Canada: Check out Amanda Rheaume’s new single, ‘All Sides of Me’. (englisch, 11. März 2022)

| Personendaten    | Personendaten                                   |
| ---------------- | ----------------------------------------------- |
| NAME             | Rheaume, Amanda                                 |
| KURZBESCHREIBUNG | kanadische Singer-Songwriterin und Folksängerin |
| GEBURTSDATUM     | 25. Mai 1982                                    |
| GEBURTSORT       | Ottawa, Ontario                                 |